# Турецька попмузика
Турецька попмузика стала відомою наприкінці 1950-х років з турецькими кавер-версіями широкого спектру імпортних популярних стилів, включаючи рок-н-рол, танго та джаз. Ця широка колекція пісень була позначена як «Hafif-batı» (легка західна) музика і включала широке коло виконавців, від Френка Сінатри до Доріс Дей, від Нат Кінг Коул до Вічних братів, від Елвіса Преслі до Пола Анка.
Турецькі артисти почали випускати англомовні кавер-версії цих пісень і писати свої власні. А почалося все з Ерола Бююкбурча, який в 1958 році випустив сингл «Маленька Люсі». Розповсюдження музичних творів стало простішим з появою в Туреччині 7-дюймових (45 об/хв.) вінілових платівок, тож кількість випущених музичних творів різко зросла

## Відомі артисти
- Таркан
- Ажда Пеккан
- Хадісе

## 1960 — 1970-ті роки
Бююкбурч вважав, що популярність тенденції співати англійські кавери буде обмежена, поки тексти пісень західної пісні не будуть перекладені турецькою мовою, і запропонував композитору Феріку Ебсіоглу, щоб він заспівав турецький текст на англійську мелодію. У 1962 році İльхам Генджер випустив першу популярну західну мелодію з турецькою лірикою, "Bak Bir Varmış Bir Yokmuş" (Подивись колись), так був створено новий національний напрямок в популярній музиці. Сучасна техніка музичних аранжувань була адаптована до східних мотивів із врахуванням західних зразків популярної музичної культури. Жанр отримав свою назву в 1964 році з виходом музичної композиції Tülay German «Yarının Şarkısı» («Завтрашня пісня»). На пакеті платівки звукозапису вводять термін «турецька поп-музика», вказуючи на те, що їхній продукт з тенденцією на майбутнє.
Музикологи вказують, що перша оригінальна композиція цього жанру була випущена в 1967 році Тимуром Сельчуком, сином відомого класициста Мюніра Нуреттіна Сельчука, під назвою «Ayrılanlar İçin». Ця композиція в подальшому безліч разів була переспівана іншими відомими популярними виконавцями Туреччини. Кінофільми часто ставали засобом популяризації турецької естради, і такі співаки, як, відома в Туреччині, Гюнюль Джазар, стали іконами того часу, хоча фільми з їхніми мелодіями рідко дивилися за межами Туреччини.

## 1970— 1980-ті роки
Турецька попмузика набула особливого звучання в 70-х роках 20 століття. Такі артисти як Ажда Пеккан і Сезен Аксу довели свій статус суперзірок Туреччини.
Сезен Аксу приписують надання турецькій естраді її неповторного звучання, яке стало шаблоном виконання по всіх арабських країнах. Імовірно, цей звук змінив обличчя пісенного конкурсу Євробачення, коли Сертаб Еренер виграв Євробачення-2003. Сьогодні Сезен Аксу вважається основоположником турецької попмузики. У першій половині 90-х років в Туреччині великою популярністю користувалися такі співачки як Назан Енджель та Їлдиз Тільбе.
Жанр отримав величезну популярність із появою стилю музики Арабеск. Однак, на початку 90-х років Аксу підтримує нових зірок, таких як Сертаб і Таркан. Зокрема, пісня Таркана Şımarık, авторства Аксу, стала хітом у Європі та Латинській Америці в 1999 році. Отримали популярність нові музичні стилі, такі як хіп-хоп, хеві-метал і реггі.

## Мейнстрім поп
Турецька попмузика зараз скрізь, будь то пісні Таркана, Sezen Aksu чи Mercan Dede.
Злиття жанрів працює настільки добре, що турецька попмузика не звучить настільки вестернізовано, як індонезійська чи філіппінська, хоча включає в себе  технологічний розвиток із заходу, західні гармонії, прищеплені на народні арабські пісні. Велику популярність в Туреччині на початку 90-х років отримав музичний стиль реп. Багато музичних критиків стверджують, що сплеск змагань типу Türkstar (Pop Idol) на турецькому телебаченні лише додав популярності неглибокому іміджу поп-індустрії, і став причиною того, що андеграундна музика стає все більш популярною.

## Популярні виконавці

### Виконавці

#### Жінки
|                                                      |  |  |  |
| Gülşen… · Демет Акалін … · Айлін Аслим… · Ханде Єнер |  |  |  |
|                                                      |  |  |  |
| Сила Генчоглу… · Бенгю… · Хадісе… · Сезен Аксу…      |  |  |  |

- Atiye Deniz [6]
- Ажда Пеккан
- Алейна Тілки[7]
- Айлін Аслім
- Айнур Айдин[8]
- Бенгю[9]
- Бюлент Ерсой
- Кандан Ерчетін [10]
- Демет Акалін
- Деніз Секі[11]
- Derya Uluğ[12]
- Еце Сечкін[13]
- Фунда Арар[14]
- Gökçe (singer) [15]
- Göksel
- Гюльбен Ерген
- Gülşen[16]
- Хадіс
- Ханде Єнер
- Ірем Деріджі
- Ішин Карака[17]
- Ізель
- Назан Енцель[18]
- Ніл Караїбрагімгіл
- Нілуфер
- Nükhet Duru[19]
- Özlem Tekin[20]
- Şebnem Ferah
- Сертаб Еренер
- Сезен Аксу
- Сібель Тюзюн
- Sıla
- Simge (singer) [21]
- Йонка Євцимік
- Zerrin Özer
- Зійнет Салі

#### Чоловіки
|                                            |  |  |
| Таркан · Мурат Боз · Мустафа Сецелі        |  |  |
|                                            |  |  |
| Рафет Ель Роман · Емре Айдин · Кенан Доулу |  |  |

- Атілла Таш [22]
- Бюлент Ортачгіль [23]
- Джан Бономо
- Емра
- Ерол Бююкбурч
- Ерол Євгін
- Гайко Цепкін
- Ільхан Ірем
- İsmail YK
- Кенан Доулу
- Керемчем
- Каяхан
- Левент Юксель
- Мейбл Матіз
- Мажар Алансон
- Мурат Боз
- Мурат Далкліч
- Мустафа Сецелі
- Мустафа Сандал
- Onur Özsu
- Рафет Ель Роман
- Сердар Ортач
- Таркан
- Ялин
- Емре Айдин
- Soner Sarıkabadayı

### Групи
|                            |  |  |
| Mor ve Ötesi · Манга · MFÖ |  |  |

- Beş Yıl Önce, On Yıl Sonra
- тр: Беяз Келебеклер
- Hepsi
- Klips ve Onlar
- Мажар-Фуат-Озкан
- Єні Тюркю
- Nemrud
- Mor ve Ötesi
- Pinhani
- Üç Hürel
- maNga